# Białobrzegi (gmina w guberni lubelskiej)
Białobrzegi – dawna gmina wiejska istniejąca w XIX wieku w guberni lubelskiej. Siedzibą władz gminy były Białobrzegi.
Za Królestwa Polskiego gmina Białobrzegi należała do powiatu zamojskiego w guberni lubelskiej.
Gminę zniesiono w 1877 roku, włączając jej obszar do gminy Nielisz. W późniejszych latach, ok. roku 1890, jednostkę o podobnych granicach odtworzono, ale już o nazwie gmina Wysokie.